# Skjern
Skjern anhörenⓘ ist eine Stadt in der dänischen Region Midtjylland mit 7840 Einwohnern (Stand 1. Januar 2023) etwa 7 Kilometer östlich von Ringkøbing Fjord in der Gemeinde Ringkøbing-Skjern. Die Stadt ist nach dem Fluss Skjern Å benannt, der südlich der Stadt verläuft. Sie ist nach Ringkøbing die zweitgrößte Stadt in der Kommune und seit 1958 Dänemarks jüngste købstad. Skjerns Nachbarstadt ist das vier Kilometer entfernte Tarm.

## Verwaltungsgeschichte
Skjern war der Hauptort der früheren Skjern Kommune. Andere Orte in der früheren Gemeinde waren Borris, Stauning, Astrup, Rækker Mølle, Sædding, Dejbjerg-Moor, Hanning, Bølling, Finderup und Faster. Die früheren Nachbargemeinden waren die Aaskov Kommune nach Osten, Videbæk Kommune und Ringkøbing Kommune nach Norden und Egvad Kommune nach Süden hin. Sie alle gehören seit der Kommunalreform Anfang 2007 zur Gemeinde Ringkøbing-Skjern. Im Jahr 2006 war zudem eine Zusammenlegung mit dem Nachbarort Tarm im Gespräch.

## Sport
Neben der Skjern Å ist die Stadt noch durch seine Handballmannschaft Skjern Håndbold bekannt, die in der obersten Handballliga Dänemarks spielt. Skjern gewann die Meisterschaft in der Saison 1998/99, unmittelbar nachdem das Team aufgestiegen war. Dies ist bislang keiner anderen Mannschaft gelungen. Für Skjern Håndbold spielten unter anderem die dänischen Nationalspieler Anders Eggert, Michael V. Knudsen Lars Møller Madsen und Jesper Jensen. 2016 war der deutsche Ex-Nationalspieler Matthias Flohr Teil des Teams.
Über die Brücke Kong Hans Bro führt alljährlich im Frühling Skjerns Marathonlauf „Skjern Å Running Challenge“. Der Legende nach ertrank König Hans im Fluss Skjern Å. Wahrscheinlich zog er sich durch das kalte Wasser eine Lungenentzündung zu, an der er verstarb.

## Bekannte Einwohner
- Piet Hein (1905–1996), Physiker, Mathematiker, Erfinder und Literat. Hatte hier eine Zeichenstube, in der viele seiner bekannten Designs geschaffen wurden.
- Kasper Christensen (* 1985), Handballspieler und -trainer
- Mathias Gidsel (* 1999), Handballspieler, hier geboren
- Andreas Troelsen (* 2003), Fußballspieler, hier geboren